# SuS Kaiserau
SuS Kaiserau (offiziell: Spiel und Sport Kaiserau 1920 e. V.) ist ein Fußballverein aus dem Kamener Stadtteil Kaiserau im Kreis Unna. Der Verein wurde im Jahre 1920 gegründet. Die erste Mannschaft spielte fünf Jahre lang in der höchsten westfälischen Amateurliga.

## Geschichte
Der Verein wurde im Jahre 1920 gegründet und spielte von 1931 bis 1933 in der seinerzeit zweitklassigen 1. Bezirksklasse Westfalen. Nach Kriegsende gelang der Mannschaft im Jahre 1949 der Aufstieg in die Landesliga Westfalen, die seinerzeit höchste westfälische Amateurliga. Nach nur einem Jahr folgte der direkte Wiederabstieg, als die Kaiserauer als Zwölfter die Qualifikation zur eingleisigen Landesliga verpassten. In der folgenden Spielzeit in der kurzlebigen 2. Landesliga wurde SuS in die Bezirksklasse durchgereicht, schaffte aber 1952 den Wiederaufstieg in die Landesliga.
Nach siebten Plätzen in den Spielzeiten 1953/54 und 1954/55 verpassten die Kaiserauer 1956 als Achter die Qualifikation für die neu geschaffene Verbandsliga Westfalen nur knapp. Drei Jahre später ging es für die Mannschaft hinunter in die Bezirksklasse, ehe im Jahre 1962 der Wiederaufstieg in die Landesliga gelang. In der Saison 1961/62 konnten die Kaiserauer in 30 Ligaspielen 146 Tore erzielen. 1967 folgte der erneute Abstieg in die Bezirksklasse, ehe der Verein aus den höheren Spielklassen verschwand.
Nach dem Abstieg im Jahre 2004 spielte der Verein in der Bezirksliga, ehe im Jahre 2018 der Aufstieg in die Landesliga gelang.

## Persönlichkeiten
| - Mateo Klimowicz - Heinz Libuda - Lina Magull | - Egon Milder - Marie Müller - Erich Pawlak | - Alfred Preißler - Hans Tilkowski |